# Едгар Рубін
Едгар Рубін (дан. Edgar Rubin, 6 вересня 1886, Копенгаген — 3 травня 1951, Холте) — данський психолог.

## Біографія
Народився у Копенгагені у заможній єврейській родині. Його батько — статистик та історик-економіст Маркус Рубін (1854–1923) — був директором державної скарбниці Данії з 1902 року і національного банку країни з 1913 року. Троюрідний брат лауреата Нобелівської премії з фізики Нільса Бора (його мати і мати Бора Еллен Адлер були двоюрідними сестрами). З Нільсом Бором Едгар Рубін навчався у одному класі, і вони разом цікавилися філософією. Після навчання в коледжі Соломанна вивчав філософію в університетах Копенгагена. Доктор філософії (1915).
У 1916–1918 роках — Доцент Копенгагенського університету, в 1918–1922 рр.. — Викладач. З 1922 року — професор експериментальної психології Університету.
Президент Інтернаціонального конгресу з психології.

## Психологія
Своєю роботою «Фігури, що візуально сприймаються» (1915) про співвідношення фігури і фону він справив значний вплив на розвиток теорії гештальтпсихології.
Він дав опис суб'єктивних ознак фігури і фону: фігура, на відміну від фону, являє собою форму, виступає вперед, вона краще запам'ятовується, а фон здається чимось безперервним, що знаходяться позаду фігури.
Фігура — сприймається як предмет, а фон — як матеріал, зміна одного тільки фону може привести до того, що фігура перестане розпізнаватися; при цьому будь-яка з прилеглих частин може сприйматися і як фігура, і як фон.

### Ваза Рубіна
Рубін створив класичне зображення обернених фігур (Ваза Рубіна, яка видається то келихом, то двома обличчями).

## Праці
- Experimenta Psychologica. Collected Scientific Papers in German, English & French. Kopenhagen, 1960.
- Visuell wahrgenommene Figuren. Studien in psychologischer Analyse. Aus dem dänischen übersetzt nach «Synsoplevede Figurer»